# 热埃
热埃（法語：Gehée，法語發音：[ʒə.e]）是法国安德尔省的一个市镇，位于该省北部，属于沙托鲁区。

## 地理
热埃（47°2'48"N, 1°30'7"E）面积22.75 平方千米，位于法国中央-卢瓦尔河谷大区安德尔省，该省份为法国中部省份，北起卢瓦-谢尔省，西北接安德尔-卢瓦尔省，西南接维埃纳省，南至克勒兹省和上维埃纳省，东临谢尔省。
与热埃接壤的市镇（或旧市镇、城区）包括：博德尔、弗雷迪耶、热马洛什、朗热、塞丰河畔穆兰、纳翁河畔塞勒、勒夫鲁。

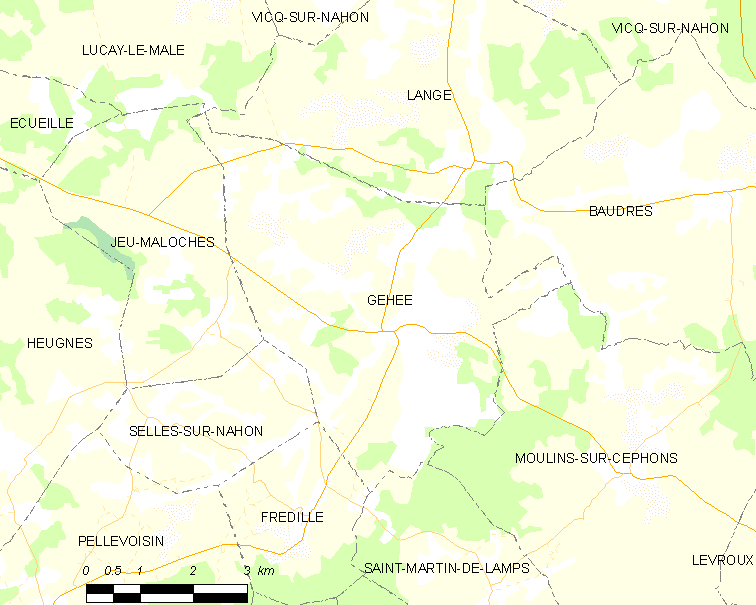
热埃的OSM定位图

热埃的时区为UTC+01:00、UTC+02:00（夏令时）。

## 行政
热埃的邮政编码为36240，INSEE市镇编码为36082。

## 政治
热埃所属的省级选区为瓦朗赛县。

## 人口

1962-2008年间热埃人口变化图示

热埃于2022年1月1日时的人口数量为254人。